# Gense
AB Gense er en svensk producent af husholdningsartikler af metal. Navnet er en forkortelse og står for Gustaf Eriksson NySilverfabrik, Eskilstuna. Gense er Sveriges ældste eksisterende aktieselskab. Virksomhedens hovedkontor og fabrik ligger i Eskilstuna.
Gense er Nordens største producent af sølv og rustfrit bestik, gaveartikler, køkkengrej i støbejern samt serveringsartikler til storkøkkener. Gense har datterselskaber i Sverige, Danmark, Finland, Belgien og Frankrig. 

## Historie
Gense blev etableret i 1856 da svenden Gustaf Eriksson efter at have fået sit svendebrev etablerede en smedje. Der blev bl.a. fremstillet kaffebrændere og kakkelovnslåger. i 1885 overtog sønnen Axel Eriksson virksomheden og man begyndte en produktion baseret på nysølv og forsølvet galvaniseret messing. I 1897 blev GENSE registreret hos Patent- och registreringsverket med löpnummer 4, hvilket gør at AB Gense i dag er Sveriges ældste endnu eksisterende registrerede aktieselskab.  
Inden århundredskiftet begyndte virksomheden i stigende grad at fremstille bestik og service i nysølv. Også produkter som kaffe- og teservice, brødkurve, bakker, lysestager og bordfødder fik plads i produktionen. Gennem årtier voksede virksomheden og efter århundredeskiftet havde Gense over 100 medarbejdere. I 1935 begyndte Gense en satsning på rustfrit stål til bestik og serveringsartikler. Efter mere end 100 år, 1964, opkøbte Gense af Guldsmedsaktiebolaget GAB og produktionen blev udvidet med bl.a. bestik i sølv.
- En sovsekande og -ske i rustfrit stål fra  Gense.
- Ægthedsstempel viser, at genstanden er i 18/8 rustfrit stål.
- Genses grundlægger Gustaf Eriksson